# Новотроїцьке (Бердянський район)
Новотро́їцьке — село в Україні, в Андрівській сільській громаді Бердянського району Запорізької області. Населення становить 1224 особи.

## Географія
Село Новотроїцьке розташоване за 195 км від обласного центру та 27 км від районного центру, на березі річки Кільтиччя. Вище за течією на відстані 0,5 км розташоване село Софіївка, нижче за течією примикає село Полоузівка. Найближча залізнична станція — Трояни (за 9 км).

## Історія
Село засноване у 1861 році на місці ногайського аулу Алтаул переселенцями з сусіднього села Берестового.
Перший навчальний заклад в селі Новотроїцькому з'явився у 1896 році. Тоді школа вважалася церковно-парафіяльною і працювала при церкві святого Михайла. Пізніше будувалися додаткові школи, під час Першої світової війни деякі з них були спалені й зруйновані.
У лютому 1922 року в селі організована комуна «Іскра».
У 1925 році голова сільської ради Новотроїцького Іван Миронець організував підпільну організацію «Українська демократична народна партія». Кістяк осередку склали активні учасники Української революції та члени товариства «Порсвіта». Вони підтримували тісний зв'язок з міністром юстиції УНР Сергієм Шелухіним, що перебував в еміграції. Осердя підпільників нараховувало до 20 осіб. Осередки однодумців УДНП також виникли у Нововасилівці, Новоспасівці, Бердянському педагогічному технікумі та на Житомирщині. Спільною метою було підняття національно-визвольного повстання, вигнання російських окупантів та відновлення Української Народної Республіки. Для цього члени організації намагалися налагодити випуск листівок, потайки діставали свинець, папір, фарбу. У 1929 році на слід патріотів вийшли чекісти, 28 підпільників заарештували, а 13 із них — розстріляли. Інших засудили до п'яти років концтаборів
Під час німецько-радянської війни в Новотроїцькому були спалені 300 житлових будинків, усі громадські та господарські споруди. За роки німецької окупації 286 юнаків та дівчат були відправлені на роботи до Німеччини.
У роки застою на території села розміщувалася центральна садиба колгоспу імені 30-річчя ВЛКСМ. Колгосп обробляв 6890 га сільськогосподарських угідь, спеціалізувався на вівчарстві, вирощував зернові та кормові культури.
1 січня 1971 року в Новотроїцькому була побудована школа, у якій діти вчаться і понині. В школі працювали 20 вчителів та 10 працівників, а за шкільними партами навчання проходили 150 школярів.
27 жовтня 2016 року в Новотроїцькому відзначено 120-річчя з дня заснування сільської школи.

## Об'єкти соціальної сфери
- Середня загальноосвітня школа I—III ступенів. У 1981 році школа була восьмирічною, у ній навчалося 202 учня і працювало 17 вчителів[2]. Станом на 2013 рік у школі 11 класів, 158 учнів і 42 співробітника[4].
- Дитячий дошкільний навчальний заклад[5].
- Будинок культури. Глядацька зала на 400 місць[2].
- Амбулаторія.

## Особистості
Уродженці села:
- Єніна Віра Михайлівна — письменниця, художник-графік, інженер-поліграфіст, перекладач.
- Єрмоленко Олександр Силович (1890—1975) — український радянський художник.
- Лактіонов Пантелій Борисович (1922—1944) — радянський військовик, учасник нацистсько-радянської війни, Герой Радянського Союзу.
- Шатух Віра Гаврилівна (1928—2005) — український радянський скульптор.
- Шостак Микола Григорович (1927—2001) — радянський та український інженер-конструктор.